# ТЕС Ашугандж-Північ/Ашугандж-Південь
24°2′16″ пн. ш. 91°0′31″ сх. д. / 24.03778° пн. ш. 91.00861° сх. д.
ТЕС Ашугандж-Північ/Ашугандж-Південь – потужний електрогенеруючий майданчик на північному сході Бангладеш.
З кінця 1960-х поблизу найбільшого бангладеського газового родовища Тітас відбувався розвиток ТЕС Ашугандж, яка з 1990-х знаходиться в управлінні компанії Ashuganj Power Station Company Ltd (APSCL) – дочірньої структури державної Bangladesh Power Development Board (BPDB). У 2010-х на тлі стрімкого зростання попиту на електроенергію APSCL вирішила спорудити два потужні парогазові блоки комбінованого циклу, відомі як Ашугандж-Північ та Ашугандж-Південь, при цьому місце для їх розміщення обрали за шість сотень метрів від майданчику ТЕС Ашугандж.
Енергоблоки стали до ладу в 2016 (Ашугандж-Південь) та 2017 (Ашугандж-Північ) роках. Кожен з них має одну газову турбіну потужністю 334 МВт (в умовах ISO), яка через котел-утилізатор живить одну парову турбіну з показником 150 МВт.
Як паливо ТЕС споживає природний газ, який надходить до Ашуганджу від розташованого за кілька кілометрів найбільшого родовища країни Тітас або з північного сходу Бангладеш по газотранспортному коридору Кайлаштіла – Ашугандж.
Для охолодження використовують воду із річки Мегхна.
Видача продукції відбувається по ЛЕП, розрахованій на роботу під напругою 400 кВ.
Можливо також відзначити, що в Ашугандзі окрім потужних електростанцій компанії APSCL працюють менші генеруючі об’єкти компаній Midland Power, United Power та BPDB.